# Агломерации России
Агломера́ции Росси́и — компактные территориальные скопления населённых пунктов страны, объединённых различными связями в общие системы. Российская Федерация является страной с преимущественно городским населением. Около 73 % (в зависимости от года переписи) живёт в городах и посёлках городского типа, которые в свою очередь формируют агломерации.
В 2015 году в России насчитывалось 124 сформировавшихся и формирующихся агломерации, в которых проживало 85 млн человек, в том числе: 17 агломераций с численностью населения более 1 млн чел. каждая; 28 агломераций с численностью населения от 500 до 999 тыс. чел.; 45 агломераций имели численность населения от 250 до 499 тыс. чел. каждая; 34 агломерации с численностью населения от 100 до 249 тыс. чел.
По состоянию на 1 октября 2021 года по результатам переписи в РФ насчитывалось, по версии фонда «Институт экономики города», 46 агломераций (включающих территории более чем одного муниципального образования верхнего уровня) с численностью населения свыше 500 тыс. чел., из которых 25 имели более 1 млн жителей.
Федеральное российское правительство (Минрегионразвития и Минэкономразвития) неоднократно декларировало планы поддержать агломерационные процессы в рамках реализации программ создания так называемых «опорных городов» и городов-спутников. Также для исследований и решения проблем развития агломераций (в том числе 16 пилотных проектов) была создана Межведомственная рабочая группа по социально-экономическому развитию городских агломераций и учреждено «Агентство по социально-экономическому развитию агломераций Российской Федерации» (АСЭРА) под эгидой Минрегионразвития, Минэкономразвития и ассоциации «Союз российских городов».

## Критерии выделения и особенности агломераций России
Городская агломерация — компактная пространственная группировка поселений, объединённых многообразными связями (производственными, трудовыми, культурно-бытовыми, рекреационными) в сложную систему. Как правило, она возникает вокруг города-ядра. Среди поселений, входящих в агломерацию, часто фигурируют города-спутники.
В отличие от ряда зарубежных стран, в Российской Федерации официальный статистический учёт агломераций (Росстатом) не ведётся, а все экспертные оценки состава и численности агломераций, в том числе Института географии Академии Наук, ЦНИИП градостроительства, НИИ территориального развития и транспортной инфраструктуры, Географического факультета МГУ, региональных и городских местных властей и других источников, являются авторскими и несколько разнятся.
Согласно российским методикам, группа поселений выделяется в качестве городской агломерации, если население наибольшего из образующих её городов-ядер составляет более 100 тыс. чел., а в пределах 1,5-часовой транспортной доступности от него расположено ещё как минимум два города или посёлка городского типа, тяготеющих к центру. Количественными характеристиками агломераций являются численность населения и территория, качественной — коэффициент развития. С учётом данных параметров агломерации классифицируют от сильного до слабого уровня развитости (связанности), а также выделяют формирующиеся агломерации (прото-агломерации).
Однако методики определения границ (делимитации) агломераций, предложенные ещё в советский период, устарели. Зарубежный же опыт делимитации городских агломераций основан на выделении ядра агломерации (городской территории или урбанизированного ареала) на основе морфологического подхода — связности (сплошной застройки) территории и на анализе сложившихся связей (трудовой маятниковой миграции) между ядром (ядрами) и периферией агломерации (собственно, городская агломерация или метрополитенский ареал) — на основе функционального подхода.
В России, как и в остальном мире, преобладают моноцентрические агломерации с одним городом-ядром, который подчиняет своему влиянию все населённые пункты его пригородной зоны. Центр в этом случае намного превосходит по размеру и экономическому развитию своё окружение. Значительно меньшее число среди российских агломераций насчитывают полицентрические агломерации (конурбации). В обоих случаях пригороды служат дополнением и резервом развития.
В отличие от ряда стран остальной Европы, где уже сформировались несколько надагломерационных образований мегалополисов, в России пока можно выделить один формирующийся мегалополис, включающий поселения Московской агломерации в Московской области и в непосредственно окружающих её областях, а также поселения по оси Москва—Владимир—Нижний Новгород.
Как и мировые, российские городские агломерации характеризуются высокой степенью индустриализации, концентрацией транспортной и прочей инфраструктуры, научных и учебных заведений, а также плотностью населения, значительно превышающей менее заселённую округу агломерации.
В советское время российские агломерации формировались благодаря как использованию преимуществ своего географического положения, так и ускоренным темпам преимущественного экономического и социального развития ряда городов-ядер и вновь создаваемых городов-спутников и практике формирования территориально-производственных узлов. В постсоветское время российские агломерации досформировались и укрепились в связи с резким уменьшением мест приложения труда в пригородной зоне, активной застройкой субурбанизированных территорий индивидуальной коттеджной жилой застройкой обеспеченных социальных слоёв, резко возросшими темпами автомобилизации и прочей большей транспортной мобильностью населения.
В настоящее время в связи с официальным и негласным ранжированием государственных преференций, желанием повышения инвестиционной привлекательности для частного бизнеса и престижем, власти некоторых городов планируют либо добиться официального статуса агломерации (например, одним из первых такую заявку сделал Иркутск, затем последовали Томск и другие), либо сформировать укрупнённое единое городское муниципальное образование за счёт большей части поселений фактической агломерации (например, близки к этому Чебоксары, хотя первый референдум по объединению с Новочебоксарском пока не увенчался согласием второго).

## Перечень крупных и крупнейших городских агломераций согласно рекомендациям Минэкономразвития России
| №  | Агломерация                           | Население | Состав |
| -- | ------------------------------------- | --------- | --- |
| 1  | Астраханская агломерация              | 580 187   | Городской округ город Астрахань (465 990) Наримановский район (47 528) Приволжский район (66 669) |
| 2  | Барнаульская агломерация              | 864 340   | Барнаул (687 601) Город Новоалтайск (73 292) Калманский район (11 641) Первомайский район (53 359) Павловский район (38 447) |
| 3  | Владивостокская агломерация           | 782 504   | Владивостокский городской округ (622 782) Артёмовский городской округ (117 762) Надеждинский район (41 960) |
| 4  | Волгоградская агломерация             | 1 481 895 | Волгоград (1 012 219) Волжский (313 034) Среднеахтубинский район (61 967) Городищенский район (60 125) Светлоярский район (34 550) |
| 5  | Воронежская агломерация               | 1 271 939 | Воронеж (1 041 722) Новоусманский район (92 353) Рамонский район (40 901) Семилукский район (67 098) Хохольский район (29 865) |
| 6  | Екатеринбургская агломерация          | 2 165 159 | Екатеринбург (1 592 493) Белоярский городской округ (33 553) Сысертский городской округ (64 140) Арамильский городской округ (23 157) Берёзовский городской округ (76 947) Городской округ Верхняя Пышма (88 206) Городской округ Среднеуральск (24 894) Городской округ Верхнее Дуброво (4567) Городской округ Верх-Нейвинский (4348) Полевской городской округ (60 688) Городской округ Первоуральск (131 408) Городской округ Ревда (60 758) |
| 7  | Ижевская агломерация                  | 699 757   | Городской округ город Ижевск (616 297) Завьяловский район (83 460) |
| 8  | Иркутская агломерация                 | 833 523   | Городской округ город Иркутск (605 708) Иркутский район (162 716) Шелеховский район (65 099) |
| 9  | Казанская агломерация                 | 1 696 724 | ГО Казань (↗1 329 825) Верхнеуслонский район (↗17 495) Высокогорский район (↗56 047) Зеленодольский район (включая г. Зеленодольск (↗169 469) Лаишевский район (↗61 794) Пестречинский район (↗62 094) |
| 10 | Калининградская агломерация           |           | ГО Калининград Гурьевский ГО ГО Ладушкин Светло вс км й ГО |
| 11 | Кемеровская агломерация               |           | ГО Кемеровский Кемеровский МО |
| 12 | Краснодарская агломерация             |           | ГО Краснодар Дин с кой МР Тахтамутайский МР (Р. Адыгея) Теучежский МР (Р. Адыгея) |
| 13 | Красноярская агломерация              |           | ГО Красноярск Березовский МР Емельяновский МР ГО Дивногорск ГО Сосновоборск |
| 14 | Липецкая агломерация                  |           | ГО Липецк Грязинский МР Липецкий МР Добровский МР |
| 15 | Махачкалинская агломерация            |           | ГО Махачкала ГО Каспийск Карабудахкентский МР Кумторкалииский МР |
| 16 | Кавказско-Минераловодская агломерация |           | ГО Минераловодский ГО Ессентукский ГО Железноводск ГО Кисловодск ГО Лермонтовский ГО Пятигорск Предгорный МР |
| 17 | Московская агломерация                |           | г. Москва ГО Балашиха ГО Бронницы ГО Домодедово ГО Дзержинский ГО Долгопрудный ГО Жуковский ГО Королев ГО Котельники ГО Лобня ГО Лосино-Петровский ГО Подольск ГО Реутов ГО Химки ГО Щёлково ГО Одинцовский ГО Солнечногорск ГО Мытищи ГО Краногорск ГО Люберцы ГО Истра ГО Наро-Фоминский Г О Чехов ГО Краснознаменск (ЗАТО) ГО Власиха (ЗАТО) ГО Дмитровский ГО Пушкинский Г О Раменский ГО Ленинский                                         |
| 18 | Набережночелнинская агломерация       |           | ГО Набережные Челны Тукаевский МР |
| 19 | Нижегородская агломерация             |           | ГО Нижний Новгород ГО Дзержинск Богородский МР Кстовский МР ГО Бор |
| 20 | Новокузнецкая агломерация             |           | Г О Новокузнецк Новокузнецкий МР Осинниковский ГО |
| 21 | Новосибирская агломерация             |           | ГО Новосибирск ГО Бердск ГО Искитим ГО Обь ГО Кольцово Коченевский МР Мошковский МР Новосибирский МР Колыванский МР |
| 22 | Омская агломерация                    |           | ГО Омск Омский МР |
| 23 | Оренбургская агломерация              |           | ГО Оренбург Оренбургский МР Сакмарский МР |
| 24 | Пензенская агломерация                |           | ГО Пенза Пензенский МР Бессоновский МР ГО Заречный |
| 25 | Пермская агломерация                  |           | ГО Пермь Пермский МР Краснокамский ГО |
| 26 | Ростовская агломерация                | 1 548 611 | Ростов-на-Дону (1 143 123) Мясниковский район (52 046) Аксайский район (121 433) Батайск (124 987) Азовский район (107 022) |
| 27 | Рязанская агломерация                 |           | Г О Рязань Рязанский МР Рыбиовский МР |
| 28 | Санкт-Петербургская агломерация       |           | г. Санкт-Петербург Всеволожский МР Ломоносовский МР Тосненский МР Гатчинский МР Кировский МР |
| 29 | Самарско-Тольяттинская агломерация    |           | ГО Самара Волжский МР Красноярский МР ГО Тольятти Ставропольский МР |
| 30 | Саратовская агломерация               |           | ГО Саратов Саратовский МР Энгельсский МР |
| 31 | Сочинская агломерация                 |           | ГО Сочи ФТ Сириус |
| 32 | Ставропольская агломерация            |           | ГО Ставрополь Шпаковский МР |
| 33 | Томская агломерация                   |           | ГО Томск Томский МР |
| 34 | Тульская агломерация                  |           | ГО Тула Киреевский МР Щёкинский МР |
| 35 | Тюменская агломерация                 |           | ГО Тюмень Тюменский МР Нижнетавдинский МР |
| 36 | Улан-Удэнская агломерация             |           | ГО Улан-Удэ Заиграевский МР Иволгинский МР Тарбагатайский МР |
| 37 | Ульяновская агломерация               |           | ГО Ульяновск Ульяновским МР ГО Новоульяновск Чердаклинский МР |
| 38 | Уфимская агломерация                  |           | ГО Уфа Иглинский МР Уфимский МР |
| 39 | Хабаровская агломерация               |           | ГО Хабаровск Хабаровский МР Смидовичский МР (Еврейская АО) |
| 40 | Чебоксарская агломерация              |           | ГО Чебоксары ГО Новочебоксарск Чебоксарский МР |
| 41 | Челябинская агломерация               |           | Г'О Челябинск ГО Копейск Красноармейский МР Сосновский МР Коркинский МР |
| 42 | Ярославская агломерация               |           | ГО Ярославль Ярославский МР Тутаевский МР Некрасовский МР Г'аврилов-Ямски й М Р |

## Список крупнейших агломераций по переписи 2020—2021
В 2023 году в исследовании фонда «Институт экономики города» на основе «Стратегии пространственного развития РФ» по результатам переписи 2020—2021 годов было выделено 46 включающих территории более чем одного муниципального образования верхнего уровня агломераций с зафиксированными в различных официальных документах (с приоритетом источников более высокого уровня при расхождении показателей) на тот момент границами по городским округам и муниципальным районам полностью (при этом официально в ряде случаев к агломерациям относится лишь часть их территорий), в которых численность населения превышала 500 тысяч человек; из них в 25 имелось более одного миллиона жителей.
| №  | Агломерация                 | Население, тыс. чел. (перепись-2021) |
| -- | --------------------------- | ------------------------------------ |
| 1  | Московская                  | 18889,3                              |
| 2  | Санкт-Петербургская         | 6710                                 |
| 3  | Самарско-Тольяттинская      | 2741                                 |
| 4  | Екатеринбургская            | 2370,9                               |
| 5  | Новосибирская               | 2264,7                               |
| 6  | Ростовская                  | 2129                                 |
| 7  | Нижегородская               | 1781,4                               |
| 8  | Краснодарская               | 1704,1                               |
| 9  | Казанская                   | 1675,6                               |
| 10 | Челябинская                 | 1674,9                               |
| 11 | Уфимская                    | 1529,4                               |
| 12 | Волгоградская               | 1506,2                               |
| 13 | Красноярская                | 1476,8                               |
| 14 | Омская                      | 1438,1                               |
| 15 | Кемеровская                 | 1400,8                               |
| 16 | Воронежская                 | 1356,9                               |
| 17 | Пермская                    | 1339,9                               |
| 18 | Саратовская                 | 1289,5                               |
| 19 | Новокузнецкая               | 1259,8                               |
| 20 | Тюменская                   | 1116,1                               |
| 21 | Ставропольская              | 1087,8                               |
| 22 | Иркутская                   | 1078                                 |
| 23 | Ижевская                    | 1026                                 |
| 24 | Махачкалинская              | 1009,5                               |
| 25 | Тульско-Новомосковская      | 1001,7                               |
| 26 | Набережночелнинская         | 989,1                                |
| 27 | Ярославско-Рыбинская        | 987,3                                |
| 28 | Кавминводская               | 950,9                                |
| 29 | Ульяновско-Димитровградская | 923,8                                |
| 30 | Владивостокская             | 858                                  |
| 31 | Калининградская             | 830,6                                |
| 32 | Барнаульская                | 823,8                                |
| 33 | Астраханская                | 792,2                                |
| 34 | Томская                     | 779,2                                |
| 35 | Чебоксарская                | 773,6                                |
| 36 | Рязанская                   | 705,7                                |
| 37 | Хабаровская                 | 699,5                                |
| 38 | Оренбургская                | 699                                  |
| 39 | Пензенская                  | 695,5                                |
| 40 | Сургутская                  | 694,5                                |
| 41 | Златоустско-Миасская        | 651,1                                |
| 42 | Кировская                   | 641,6                                |
| 43 | Липецкая                    | 633,7                                |
| 44 | Улан-Удэнская               | 603                                  |
| 45 | Нижнетагильская             | 584,2                                |
| 46 | Стерлитамакская             | 559,5                                |

## Список крупнейших агломераций по методике делимитации
Альтернативный расчёт агломераций России по единой методике делимитации на основе международного опыта был проведён в работе А. Э. Райсиха «Определение границ городских агломераций России: создание модели и результаты», в которой последовательно выделяются различные уровни городских агломераций:
1. Урбанизированные ареалы (УА; или городские территории) — на основе непревышения суммы разрывов в застройке вдоль автодорог 2 км — разделение осуществлялось по населённым пунктам или, даже, их частям;
2. Метрополитенские ареалы (МА) — на основе формулы гравитационной модели зависимости численности населения центрального УА от предельного расстояния от центра агломерации до центров иных УА и отдельных населённых пунктов / центров поселений;
3. Объединённые метрополитенские ареалы (ОМА) — соседние МА, имеющие самостоятельные центры притяжения, но, с другой стороны, и общую территорию совместного влияния, при этом возможные длинные цепочки (более 3 МА) разбивались на несколько ОМА в точках с наименьшим гравитационным потенциалом.

| Место УА | Место МА | Место ОМА | Центр агломерации | Население УА (2019), тыс. чел. | Население МА (2019), тыс. чел. | Население ОМА (2019), тыс. чел. |
| -------- | -------- | --------- | ----------------- | ------------------------------ | ------------------------------ | ------------------------------- |
| 1        | 1        | 1         | Москва            | 16817                          | 20345                          | 20720                           |
| 2        | 2        | 2         | Санкт-Петербург   | 5690                           | 6460                           | 6556                            |
| 3        | 4        | 8         | Новосибирск       | 1730                           | 2109                           | 2121                            |
| 4        | 3        | 5         | Екатеринбург      | 1718                           | 2160                           | 2357                            |
| 5        | 5        | 6         | Нижний Новгород   | 1400                           | 2000                           | 2204                            |
| 6        | 8        | 11        | Челябинск         | 1399                           | 1632                           | 1646                            |
| 7        | 7        | 10        | Казань            | 1338                           | 1637                           | 1696                            |
| 8        | 9        | 4         | Самара            | 1284                           | 1603                           | 2466                            |
| 9        | 6        | 3         | Ростов-на-Дону    | 1230                           | 1853                           | 2853                            |
| 10       | 14       | 18        | Омск              | 1170                           | 1359                           | 1359                            |
| 11       | 15       | 14        | Воронеж           | 1168                           | 1340                           | 1419                            |
| 12       | 17       | 20        | Саратов           | 1147                           | 1241                           | 1327                            |
| 13       | 13       | 17        | Красноярск        | 1141                           | 1366                           | 1366                            |
| 14       | 16       | 19        | Пермь             | 1107                           | 1273                           | 1347                            |
| 15       | 12       | 13        | Уфа               | 1071                           | 1419                           | 1435                            |
| 16       | 11       | 7         | Краснодар         | 1062                           | 1460                           | 2130                            |
| 17       | 10       | 12        | Волгоград         | 1045                           | 1542                           | 1572                            |
| 18       | 20       | 9         | Махачкала         | 872                            | 1105                           | 1813                            |
| 19       | 25       | 31        | Тюмень            | 833                            | 943                            | 954                             |
| 20       | 18       | 23        | Иркутск           | 752                            | 1167                           | 1177                            |
| 21       | 28       | 27        | Владивосток       | 739                            | 805                            | 1118                            |
| 22       | 27       |           | Тольятти          | 721                            | 833                            | см. Самара                      |
| 23       | 26       | 33        | Барнаул           | 699                            | 865                            | 884                             |
| 24       | 29       | 24        | Ижевск            | 683                            | 794                            | 1142                            |
| 25       | 32       | 36        | Чебоксары         | 664                            | 782                            | 792                             |
| 26       | 33       | 37        | Ульяновск         | 664                            | 778                            | 788                             |
| 27       | 39       | 41        | Хабаровск         | 657                            | 720                            | 745                             |
| 28       | 34       | 15        | Ярославль         | 644                            | 771                            | 1392                            |
| 29       | 40       | 46        | Оренбург          | 618                            | 707                            | 707                             |
| 30       | 38       | 21        | Тула              | 604                            | 724                            | 1246                            |
| 31       | 31       | 38        | Томск             | 599                            | 784                            | 784                             |
| 32       | 35       | 42        | Астрахань         | 592                            | 741                            | 741                             |
| 33       | 45       | 50        | Рязань            | 578                            | 650                            | 670                             |
| 34       | 46       | 32        | Ставрополь        | 574                            | 650                            | 938                             |
| 35       | 36       | 39        | Пенза             | 561                            | 730                            | 754                             |
| 36       | 24       | 29        | Набережные Челны  | 549                            | 949                            | 1037                            |
| 37       | 30       | 35        | Калининград       | 547                            | 789                            | 800                             |
| 38       | 43       | 40        | Липецк            | 541                            | 675                            | 751                             |
| 39       | 37       | 43        | Киров             | 539                            | 724                            | 737                             |
| 40       | 41       | 49        | Кемерово          | 537                            | 699                            | 699                             |
| 41       | 48       | 45        | Курск             | 509                            | 640                            | 718                             |
| 42       | 42       | 44        | Белгород          | 504                            | 686                            | 730                             |
|          | 19       | 22        | Грозный           | 347                            | 1164                           | 1241                            |
|          | 21       | 25        | Пятигорск         | 255                            | 1081                           | 1138                            |
|          | 22       | 26        | Новокузнецк       | 468                            | 995                            | 1135                            |
|          | 23       | 28        | Владикавказ       | 381                            | 991                            | 1074                            |
|          | 44       | 16        | Симферополь       | 487                            | 667                            | 1366                            |
|          | 47       | 47        | Иваново           | 467                            | 648                            | 702                             |
|          | 49       | 51        | Брянск            | 453                            | 622                            | 641                             |
|          | 50       | 53        | Архангельск       | 344                            | 597                            | 597                             |
|          | 51       | 54        | Стерлитамак       | 293                            | 584                            | 594                             |
|          | 52       | 34        | Нальчик           | 302                            | 583                            | 810                             |
|          | 53       |           | Хасавюрт          | 174                            | 575                            | см. Махачкала                   |
|          | 54       | 59        | Улан-Удэ          | 493                            | 533                            | 533                             |
|          | 55       | 60        | Сочи              | 274                            | 530                            | 530                             |
|          | 56       |           | Шахты             | 250                            | 525                            | см. Ростов-на-Дону              |
|          | 57       | 48        | Владимир          | 351                            | 509                            | 700                             |
|          | 58       | 62        | Тамбов            | 338                            | 501                            | 510                             |
|          | 59       | 56        | Тверь             | 443                            | 500                            | 562                             |
|          |          | 30        | Новороссийск      | 303                            | 438                            | 959                             |
|          |          | 52        | Армавир           | 264                            | 347                            | 620                             |
|          |          | 55        | Нижний Тагил      | 349                            | 441                            | 568                             |
|          |          | 57        | Саранск           | 354                            | 482                            | 560                             |
|          |          | 58        | Смоленск          | 348                            | 403                            | 554                             |
|          |          | 61        | Орел              | 363                            | 441                            | 516                             |
|          |          | 63        | Калуга            | 336                            | 452                            | 500                             |

## Список крупнейших агломераций по методике Лейзеровича
По методике экономического микрорайонирования Евгения Лейзеровича по состоянию на 2001 год в России насчитывалось до 78 агломераций с численностью населения более 300 тысяч человек.
| №  | Агломерация           | Население, тыс. чел. (1990) | Население, тыс. чел. (2001) | Площадь, тыс. км² (2001) |
| -- | --------------------- | --------------------------- | --------------------------- | ------------------------ |
| 1  | Московская            | 14356                       | 13848                       | 25                       |
| 2  | Петербургская         | 5802                        | 5456                        | 22                       |
| 3  | Самарская             | 2767                        | 2767                        | 20                       |
| 4  | Нижегородская         | 2475                        | 2353                        | 21                       |
| 5  | Екатеринбургская      | 2393                        | 2346                        | 26                       |
| 6  | Новосибирская         | 2193                        | 2145                        | 51                       |
| 7  | Ростовская            | 2100                        | 2092                        | 14                       |
| 8  | Омская                | 1746                        | 1748                        | 45                       |
| 9  | Челябинская           | 1745                        | 1658                        | 19                       |
| 10 | Волгоградская         | 1588                        | 1622                        | 24                       |
| 11 | Казанская             | 1598                        | 1602                        | 17                       |
| 12 | Уфимская              | 1517                        | 1533                        | 23                       |
| 13 | Краснодарская         | 1443                        | 1525                        | 13                       |
| 14 | Саратовская           | 1462                        | 1446                        | 22                       |
| 15 | Пермская              | 1430                        | 1353                        | 17                       |
| 16 | Воронежская           | 1350                        | 1344                        | 11                       |
| 17 | Новокузнецкая         | 1375                        | 1266                        | 20                       |
| 18 | Красноярская          | 1195                        | 1245                        | 48                       |
| 19 | Набережно-Челнинская  | 1123                        | 1185                        | 19                       |
| 20 | Барнаульская          | 1137                        | 1142                        | 40                       |
| 21 | Иркутская             | 1076                        | 1046                        | 37                       |
| 22 | Тульская              | 1093                        | 1012                        | 10                       |
| 23 | Ульяновская           | 974                         | 1008                        | 18                       |
| 24 | Ставропольская        | 887                         | 971                         | 17                       |
| 25 | Ижевская              | 957                         | 970                         | 12                       |
| 26 | Минераловодская       | 878                         | 942                         | 7                        |
| 27 | Брянская              | 955                         | 940                         | 18                       |
| 28 | Владивостокская       | 985                         | 934                         | 9                        |
| 29 | Тюменская             | 887                         | 906                         | 42                       |
| 30 | Пензенская            | 864                         | 899                         | 16                       |
| 31 | Стерлитамакская       |                             | 886                         |                          |
| 32 | Чебоксарская          | 826                         | 859                         | 6                        |
| 33 | Ивановская            | 897                         | 848                         | 9                        |
| 34 | Рязанская             | 874                         | 845                         | 17                       |
| 35 | Махачкалинская        | 735                         | 837                         | 7                        |
| 36 | Кировская             | 858                         | 815                         | 18                       |
| 37 | Оренбургская          | 819                         | 808                         | 27                       |
| 38 | Астраханская          | 820                         | 805                         | 21                       |
| 39 | Ярославская           | 825                         | 797                         | 8                        |
| 40 | Курская               | 800                         | 793                         | 11                       |
| 41 | Калужская             | 780                         | 791                         | 13                       |
| 42 | Хабаровская           | 805                         | 790                         | 75                       |
| 43 | Липецкая              | 766                         | 789                         | 9                        |
| 44 | Томская               | 705                         | 785                         | 57                       |
| 45 | Тверская              | 794                         | 773                         | 19                       |
| 46 | Архангельская         | 863                         | 768                         | 83                       |
| 47 | Белгородская          | 702                         | 766                         | 11                       |
| 48 | Нижнетагильская       | 770                         | 766                         | 17                       |
| 49 | Калининградская       | 662                         | 715                         | 8                        |
| 50 | Новороссийская        |                             | 712                         |                          |
| 51 | Кемеровская           | 738                         | 706                         | 12                       |
| 52 | Владимирская          | 703                         | 689                         | 10                       |
| 53 | Абаканско-Минусинская |                             | 700                         |                          |
| 54 | Владикавказская       | 637                         | 679                         | 8                        |
| 55 | Смоленская            | 695                         | 677                         | 25                       |
| 56 | Орловская             | 654                         | 652                         | 13                       |
| 57 | Улан-Удинская         | 632                         | 642                         | 49                       |
| 58 | Курганская            | 623                         | 619                         | 23                       |
| 59 | Тамбовская            | 633                         | 619                         | 10                       |
| 60 | Сургутская            |                             | 606                         |                          |
| 61 | Нальчикская           | 585                         | 598                         | 10                       |
| 62 | Орская                |                             | 582                         |                          |
| 63 | Саранская             | 586                         | 576                         | 9                        |
| 64 | Мурманская            | 669                         | 575                         | 29                       |
| 65 | Магнитогорская        | 581                         | 567                         | 14                       |
| 66 | Сочинская             | 508                         | 549                         | 6                        |
| 67 | Златоустовская        |                             | 535                         |                          |
| 68 | Балаковская           |                             | 532                         |                          |
| 69 | Альметьевская         |                             | 530                         |                          |
| 70 | Череповецкая          | 486                         | 482                         | 31                       |
| 71 | Вологодская           | 491                         | 481                         | 21                       |
| 72 | Канская               |                             | 475                         |                          |
| 73 | Новомосковская        |                             | 470                         |                          |
| 74 | Орехово-Зуевская      |                             | 444                         |                          |
| 75 | Читинская             | 515                         | 437                         | 44                       |
| 76 | Ачинская              |                             | 434                         |                          |
| 77 | Южно-Сахалинская      |                             | 428                         |                          |
| 78 | Серовская             |                             | 351                         |                          |

## Агломерации-миллионеры
Агломерации-миллионеры возглавляются как городами-миллионерами, так и городами, не достигшими такого статуса. По состоянию на 1 января 2024 года в РФ имелось 24 агломерации с количеством жителей более 1 миллиона.
По данным фонда «Институт экономики города» по результатам переписи 2020—2021 годов в России насчитывалось 25 агломераций с зафиксированными в различных официальных документах (с приоритетом источников более высокого уровня при расхождении показателей) на тот момент границами по городским округам и муниципальным районам полностью (при этом официально в ряде случаев к агломерациям относится лишь часть их территорий), в которых численность населения превышала 1 миллион человек.
В составе Московской агломерации имеется ряд так называемых «агломераций второго порядка», две из которых (Балашихинско-Люберецкая и Мытищинско-Пушкинско-Щёлковская) имеют численность населения, превышающую 1 млн жителей.
Некоторые агломерации при городах-немиллионерах, обозначаемые в каких-либо источниках в качестве миллионных, могут, в зависимости от методологии, не считаться таковыми в иных исследованиях.

## Крупные агломерации (от 500 000)

### Армавирская
Агломерация Армавира в Краснодарском крае с численностью населения на уровне 0,74 млн чел., в состав которой обычно включаются, помимо собственно городского округа Армавира, ещё 7 муниципальных районов региона: Гулькевичский, Курганинский, Лабинский, Мостовский, Новокубанский, Отрадненский и Успенский.

### Архангельская
Крупнейшая на севере России Архангельская полицентрическая агломерация с численностью населения порядка 0,5 млн чел., включает городские округа Архангельск, Северодвинск и Новодвинск, а также прилегающие территории Приморского округа. Расположена в устье Северной Двины и раскинута по обоим её берегам. В агломерации сосредоточена бо́льшая часть экономических и людских ресурсов Архангельской области. В конце 2023 года Архангельская агломерация была включена Правительством РФ в «Перечень опорных населённых пунктов (муниципальных образований) Арктической зоны», которые планируется сделать базой для реализации экономических и инфраструктурных проектов.

### Астраханская
Моноцентрическая городская агломерация на территории Астраханской области. Ядром агломерации является город Астрахань, в неё также входят города Камызяк и Нариманов, вся территория Приволжского района, части Володарского, Икрянинского, Камызякского, Красноярского и Наримановского районов региона.
В наиболее широком понимании может включать, помимо собственно городского округа Астрахани, целиком территорию всех названных выше районов, а также Лиманского; при таком подходе суммарное население агломерации составляет примерно 0,75 млн человек. В 2021 году органами местного самоуправления всех 8 вышеуказанных муниципальных образований было подписано соглашение о взаимодействии по вопросам синхронизации мероприятий по развитию входящих в состав Астраханской агломерации территорий.

### Барнаульская
Агломерация на юге Западной Сибири в Алтайском крае сформировалась на базе развития краевого центра Барнаула, его города-спутника Новоалтайска и Первомайского района, подписавших в 2009 году соглашение о её официальном создании. В 2012 году была утверждена схема территориального планирования Барнаульской агломерации, разработанная Институтом «Гипрогор». В 2019 году к агломерации официально присоединился Павловский район.
Суммарная численность населения всех четырёх входящих в состав Барнаульской агломерации муниципальных образований региона составляет около 0,85 млн человек. В укрупнённом виде агломерация может включать ещё 3 муниципалитета Алтайского края: Калманский, Косихинский и Тальменский районы, с которыми были подписаны официальные соглашения о взаимодействии.

### Белгородская
Крупнейшая агломерация в Белгородской области с общей численностью населения приблизительно 0,57 млн чел.; в состав которой, согласно «Стратегии социально-экономического развития Белгородской области на период до 2030 года», фактически входят, помимо собственно Белгорода, прилегающие к нему в радиусе 30-минутной доступности общественным транспортом объединённые в систему интенсивными социальными, производственными и транспортными связями населённые пункты Яковлевского городского округа и Белгородского района. В том числе посёлки городского типа Северный, Разумное, Дубовое, Стрелецкое, Майский, Таврово и другие близлежащие населённые пункты. В укрупнённом виде может включать в себя также поселения Шебекинского городского округа и 2 районов: Борисовского и Корочанского.
Удельный вес экономического потенциала Белгородской агломерации на 2015 год составлял около 41 процента от потенциала всей области. В том же году среди главных направлений развития агломерации специалистами были обозначены такие, как обеспечение современным скоростным пригородным транспортом, создание комфортных условий для пешеходов, строительство транспортных развязок, велосипедных дорожек, реорганизация промышленных зон, сооружение спортивных площадок, реконструкция старых построек и возведение новых, создание пригородных рабочих мест, объектов обслуживания.

### Брянская
В перспективную Брянскую агломерацию, согласно «Стратегии социально-экономического развития города Брянска до 2030 года», входят города Брянск, Дятьково, Сельцо и Фокино, а также Брянский и Дятьковский районы (с 2019 года в агломерационный ареал добавляются Выгоничский и Карачевский районы) с оценочной численностью населения порядка 0,6 млн человек. Также в «Стратегии» задекларировано, что «выбор „людиновского“ направления во многом оправдан, поскольку это является продолжением вектора расширения Московской агломерации».

### Владивостокская
Агломерация Владивостока в Приморском крае общей площадью 5328,1 км² и с населением примерно 0,8 млн чел. В 2010 году в СМИ появлялась оценка количества её жителей на уровне 1,2 млн, без указания методики расчёта и какого-либо пояснения. По мнению главы Минвостокразвития Алексея Чекункова, численность населения Владивостокской агломерации достигнет 1 миллиона к 2034 году. Соглашение об официальном создании агломерации было подписано в 2014 году.
В состав Владивостокской агломерации, согласно «Стратегии социально-экономического развития Приморского края до 2030 года», помимо собственно городского округа Владивостока, входят территории 3 муниципальных образований региона: Артёмовского городского округа, Надеждинского муниципального района и Шкотовского муниципального округа. В укрупнённом виде агломерация может включать до 13 муниципальных образований Приморского края (в том числе Уссурийск и Находку) с общим числом населения около 1,4 млн чел. и площадью 23 тыс. км².

### Златоустско-Миасская («Горный Урал»)
Полицентрическая агломерация в Челябинской области с численностью населения приблизительно 0,64 млн чел., включающая 11 муниципальных образований региона: 6 городских округов (Златоустовский, Миасский, Карабашский, Трёхгорный, Усть-Катавский и Чебаркульский) и 5 муниципальных районов (Ашинский, Катав-Ивановский, Кусинский, Саткинский и Чебаркульский); с городами Златоуст и Миасс в качестве ядер агломерации.

### Кавказско-Минераловодская
Кавказско-Минераловодская полицентрическая агломерация-конурбация является основой эколого-курортного региона Кавказские Минеральные Воды и включает городские округа Георгиевска, Ессентуков, Железноводска, Кисловодска, Лермонтова, Минеральных Вод и Пятигорска, а также Предгорный муниципальный округ. Конурбация имеет численность населения порядка 0,94 млн чел. и является одной из крупнейших агломераций в Северо-Кавказском федеральном округе (наряду с Махачкалинской и Ставропольской). Есть предложения об объединении ряда городов агломерации в единый муниципальный городской округ.

### Калининградская
Моноцентрическая агломерация Калининграда с численностью населения примерно 0,84 млн чел., включающая 13 административных единиц Калининградской области. С 1990 по 2002 год была одной из немногих агломераций РФ, демонстрировавших уверенный рост населения, численность которого за этот период возросла с 662 до 715 тыс. жителей. В пределах Калининградской агломерации проживает более 3/4 населения региона, и, по данным на 2010 год, она вмещала 88 % хозяйствующих объектов Калининградской области и обеспечивала до 89 % её промпроизводства.

### Кировская (Вятская)
Моноцентрическая агломерация города Кирова с численностью населения около 0,6 млн чел., в состав которой входят территории 5 муниципальных образований Кировской области: городских округов Кирова, Кирово-Чепецка и Слободского, а также Кирово-Чепецкого и Слободского муниципальных районов. В укрупнённом виде может включать также территории Оричевского и Юрьянского районов региона. По оценке на 2019 год в агломерации было сосредоточено 3/4 инвестиций, свыше 80 % промышленного производства и малого бизнеса, а также почти 70 % торговли Кировской области.

### Курская
Моноцентрическая агломерация Курска с численностью населения приблизительно 0,65 млн чел., включающая 11 муниципальных образований Курской области: 3 городских округа (Курский, Курчатовский и Щигровский) и 8 муниципальных районов (Золотухинский, Курский, Курчатовский, Медвенский, Октябрьский, Тимский, Фатежский и Щигровский). Впервые официально о создании Курской агломерации (в составе на тот момент только собственно Курска и одноимённого района Курской области) было объявлено 20 июля 2018 года.

### Липецкая (Липецко-Грязинская)
Агломерация Липецка в одноимённой области с численностью населения свыше 0,5 млн чел., включающая, помимо городского округа Липецка, также отдельные территории Грязинского и Липецкого муниципальных районов. В исследовании фонда «Институт экономики города» в качестве численности населения агломерации по результатам переписи 2020—2021 годов было указано общее количество проживавших на тот момент во всех 3 вышеуказанных муниципальных образованиях региона человек на уровне 633,7 тысяч.
В утверждённой в 2022 году «Стратегии социально-экономического развития Липецкой области на период до 2030 года» приоритетом пространственной политики региона было заявлено развитие формирующейся двухъядерной Липецко-Елецкой агломерации.

### Магнитогорская
Моноцентрическая межрегиональная агломерация Магнитогорска с численностью населения порядка 0,84 млн чел., в состав которой, помимо собственно городского округа Магнитогорска, входят 4 муниципальных района Челябинской области (Агаповский, Верхнеуральский, Кизильский и Нагайбакский) и 5 муниципальных образований Башкортостана (городской округ Сибай, а также Абзелиловский, Баймакский, Белорецкий и Учалинский районы).

### Набережночелнинская (Камская)
Полицентрическая Набережночелнинская (или Камская, ранее — Нижне-Камская) агломерация-конурбация — вторая по численности населения в Татарстане (более 0,9 млн чел.), количество жителей которой, в зависимости от общей площади включаемых территорий, может превышать 1 млн человек. Основными центрами (ядрами) агломерации являются Набережные Челны, Нижнекамск, Елабуга и Менделеевск. В агломерационные процессы, согласно «Стратегии социально-экономического развития Республики Татарстан до 2030 года», вовлечены находящиеся в пределах часовой транспортной доступности между собой населённые пункты 5 муниципальных образований республики: Елабужского, Менделеевского, Нижнекамского и Тукаевского муниципальных районов, а также городской округ Набережные Челны; в перспективе к ним могут добавиться города Мамадыш и Мензелинск, а также Заинский район.

### Нижневартовская
Моноцентрическая межрегиональная агломерация Нижневартовска площадью 1991 км² и с численностью населения примерно 0,51 млн чел., включающая 13 населённых пунктов Ханты-Мансийского автономного округа — Югры и Томской области: 6 городов, 2 пгт и 5 сельских населённых пунктов. Официального статуса не имеет.

### Нижнетагильская (Горнозаводская)
Агломерация Нижнего Тагила в Свердловской области с численностью населения около 0,55—0,66 млн чел., включающая, помимо собственно городского округа Нижнего Тагила, по разным данным, от 7 до 12 муниципальных образований региона. Местными чиновниками также высказывались идеи формирования Нижнетагильской агломерации на базе Горнозаводского управленческого округа Свердловской области, в частности: в 2011 году действовавшим главой региона Александром Мишариным, а в 2013 году тогдашним заместителем председателя областного правительства Яковом Силиным.

### Новороссийская
0,8-миллионная агломерация Новороссийска в Краснодарском крае, в состав которой обычно включаются, помимо собственно городского округа Новороссийска, ещё 3 муниципальных образования региона: Анапский муниципальный округ, городской округ Геленджик и Крымский муниципальный район. В летний период численность фактического населения агломерации существенно увеличивается.

### Оренбургская
Моноцентрическая агломерация Оренбурга с численностью населения свыше 0,67 млн чел., которая в перспективе может включать, помимо собственно городского округа Оренбурга и одноимённого района, также ряд отдельных населённых пунктов 4 районов (Илекского, Переволоцкого, Сакмарского и Саракташского) и Соль-Илецкого городского округа Оренбургской области. Общее количество жителей Оренбургской агломерации в перспективных границах, по данным местных властей, может достигать 752 тысяч.

### Пензенская
Моноцентрическая агломерация Пензы с численностью населения приблизительно 0,63 млн чел., включающая собственно городской округ Пензы, ЗАТО Заречный, Бессоновский район и 3 сельских поселения Пензенского района (Богословский, Засечный и Мичуринский сельсоветы) одноимённой области. Сформировалась в зоне тридцатиминутной транспортной доступности от Пензы, где сложилась устойчивая маятниковая миграция с трудовыми, культурно-бытовыми и рекреационными целями, а также имеется непрерывная застройка.
Ранее, согласно утверждённой в 2019 году «Стратегии социально-экономического развития Пензенской области на период до 2035 года», в состав агломерации входили территории 5 муниципальных образований региона верхнего уровня (город Пенза, ЗАТО Заречный, а также Бессоновский, Мокшанский и Пензенский муниципальные районы); однако 21 апреля 2023 года в «Стратегию» были внесены изменения, в соответствии с которыми включающимися в агломерацию от Пензенского района были определены только 3 отдельных муниципальных образования нижнего уровня (Богословский, Засечный и Мичуринский сельсоветы), а также было убрано упоминание Мокшанского района.

### Рязанская
Моноцентрическая агломерация Рязани с численностью населения порядка 0,7 млн чел., включающая 6 муниципальных образований Рязанской области и представляющая собой многокомпонентную систему с интенсивными производственными, транспортными и культурными связями, включая наличие маятниковой миграции жителей в пределах одних суток. В укрупнённом виде общее количество населения Рязанской агломерации может быть около 0,72 млн чел., при условии расширения её состава до 8 муниципальных образований региона.

### Сочинская
Агломерация города Сочи в Краснодарском крае с численностью населения примерно 0,58 млн чел., включающая городской округ Сочи и федеральную территорию Сириус.
Выступая центром российского Черноморского побережья, город Сочи концентрирует человеческие, инвестиционные, финансовые, интеллектуальные и другие виды ресурсов. В городе сосредоточена значительная часть инвестиций, по доле которых в регионе он уступает только Краснодару. Все эти факторы повлияли на то, что вокруг Сочи сложилась агломерация.

### Стерлитамакская (Южно-Башкортостанская)
Полицентрическая агломерация-конурбация на юге Башкортостана из трёх городов-ядер (Ишимбая, Салавата и Стерлитамака) и их пригородных поселений общей площадью 6640 км²; вторая по количеству жителей в республике. Имеет численность населения около 0,56 млн человек. В состав агломерации входят 4 муниципальных образования региона: 2 городских округа (Салават и Стерлитамак) и 2 муниципальных района (Ишимбайский и Стерлитамакский). Сложилась естественным путём, благодаря добыче нефти, развитию химии и нефтехимии, а также тесной кооперации между входящими в агломерацию промышленными предприятиями городов.

### Сургутская (Сургутско-Нефтеюганская)
Имеет два центра: города Сургут и Нефтеюганск; помимо них в состав агломерации входят город Пыть-Ях, а также Сургутский и Нефтеюганский районы, на её территории проживает приблизительно 761 тысяч человек. Это единственная крупная городская агломерация в пределах Ханты-Мансийского автономного округа — Югры, соглашение о её создании было подписано в конце 2022 года.

### Томская
Агломерация Томска с численностью населения порядка 0,77 млн чел., в состав которой, помимо собственно городского округа Томска, входят ЗАТО Северск и Томский район одноимённой области. В укрупнённом виде может включать также некоторые территории ещё 3 муниципальных районов региона: западную часть Асиновского, северо-восточную часть Кожевниковского и восточную часть Шегарского.

### Тульско-Новомосковская
Полицентрическая агломерация-конурбация в Тульской области, в которой Тула является ядром, а Новомосковск подцентром. Помимо них, согласно «Схеме территориального планирования Тульской области» 2023 года, в состав агломерации входят Донской, Кимовск, Киреевск, Липки, Советск, Узловая, Щёкино и другие, меньшие по размеру и значению, населённые пункты региона с общим количеством жителей примерно Ошибка выражения: неожидаемый оператор < млн чел. и территорией площадью около 5 тыс. км².
В исследовании фонда «Институт экономики города» в качестве численности населения Тульско-Новомосковской агломерации по результатам переписи 2020—2021 годов было указано общее количество проживавших на тот момент в заявленных авторами муниципальных образованиях (городских округах Тула, Новомосковск и Донской, а также Киреевском, Узловском и Щёкинском муниципальных районах) человек на уровне 1,0017 млн; однако уже по оценке Росстата на 1 января 2023 года суммарное число жителей данных муниципалитетов стало меньше миллиона.

### Улан-Удэнская
Время, выделенное для выполнения скриптов, истекло.
Моноцентрическая агломерация Улан-Удэ с численностью населения приблизительно Ошибка выражения: неожидаемый оператор < млн чел., включающая 5 муниципальных образований Республики Бурятия. По территории Улан-Удэнской агломерации проходят Транссибирская железнодорожная магистраль и федеральная автомагистраль «Байкал», протекают реки Селенга и Уда. На северо-западе, в Прибайкальском районе, агломерация имеет выход к озеру Байкал.

### Ульяновско-Димитровградская
Время, выделенное для выполнения скриптов, истекло.
Двухъядерная конурбация Ульяновска и Димитровграда в Ульяновской области с населением порядка Ошибка выражения: неожидаемый оператор < млн чел. Возникла в процессе реализации утверждённой 13 июля 2015 года «Стратегии социально-экономического развития Ульяновской области до 2030 года». К 2022 году в её состав были включены 11 административно-территориальных единиц региона: 3 городских округа и 8 муниципальных районов.

### Хабаровская
Время, выделенное для выполнения скриптов, истекло.
Моноцентрическая агломерация Хабаровска с численностью населения примерно Ошибка выражения: неожидаемый оператор < млн чел., включающая, помимо собственно городского округа Хабаровска, 17 муниципальных образований нижнего уровня одноимённого района Хабаровского края: 1 городское и 16 сельских поселений. Ранее, согласно утверждённой в 2018 году «Стратегии социально-экономического развития Хабаровского края на период до 2030 года», Хабаровский район полностью входил в состав агломерации; однако 12 июля 2023 года в «Стратегию» были внесены изменения, в соответствии с которыми в агломерации от района остались только 17 отдельных образований.

### Чебоксарская
Время, выделенное для выполнения скриптов, истекло.
Моноцентрическая крупногородская агломерация Чебоксар в Чувашии площадью 3801 км² и с численностью населения около Ошибка выражения: неожидаемый оператор < млн чел.; включающая 6 муниципальных образований республики: 2 городских (собственно Чебоксарский и Новочебоксарский) и 4 муниципальных округа (Мариинско-Посадский, Моргаушский, Цивильский и Чебоксарский). Существуют планы объединения двух крупнейших городов агломерации (Чебоксар и их города-спутника Новочебоксарска) в один городской округ.

### Ярославско-Рыбинская
Время, выделенное для выполнения скриптов, истекло.
Полицентрическая агломерация с численностью населения приблизительно Ошибка выражения: неожидаемый оператор < млн чел., состоящая из Ярославской (ядро) и Рыбинской агломераций.
Агломерация собственно Ярославля насчитывает порядка 0,75 млн жителей. Региональные нормативы градостроительного проектирования Ярославской области «Планировка и застройка городских округов и поселений Ярославской области» констатируют наличие Ярославско-Рыбинской агломерации в составе трёх городов (Ярославль, Рыбинск и Тутаев), а также трёх районов (Ярославский, Рыбинский и Тутаевский). Перепись населения 2010 года показала наличие 0,93 млн жителей на указанной территории (площадь в документе регионального планирования была оценена в 6,8 тыс. км²). Согласно принятой в 2011 году «Концепции комплексного инвестиционного проекта развития Ярославской агломерации», в неё включаются также Ростовский и Гаврилов-Ямский районы, при этом численность населения агломерации становится 1,03 млн жителей. Иногда, ввиду близости и транспортной доступности инорегиональной Костромы, её и округу также включают в Ярославскую систему расселения, что доводит численность населения такой конурбации до 1,3—1,4 млн жителей. Есть также утверждения о формирующейся 2-миллионной Верхневолжской (Верхне-Волжской) агломерации-конурбации в составе Ярославль—Кострома—Иваново.
В 2017 году Рыбинская агломерация (в составе города Рыбинска и Рыбинского района), ввиду слишком большой удалённости от Ярославля, была выделена из Ярославской агломерации; однако в источниках их продолжили рассматривать в том числе в совокупности как Ярославско-Рыбинскую агломерацию.

## Прочие агломерации

### Абаканская (Абакано-Черногорская)
Полицентрическая агломерация при столице Хакасии Абакане с численностью населения примерно Ошибка выражения: неожидаемый оператор < млн чел., включающая, помимо собственно Абакана, городской округ Черногорск (как второе ядро) и 9 муниципальных образований нижнего уровня Алтайского и Усть-Абаканского районов республики: 1 городское и 8 сельских поселений. Возникла на базе Саянского территориально-промышленного комплекса.
Существует перспектива присоединения к Абаканской агломерации Минусинска и части одноимённого района Красноярского края с созданием межрегиональной Абакано-Минусинской агломерации, а также её расширения на Саяногорск и части территорий Бейского и Шушенского районов.

### Альметьевская
Время, выделенное для выполнения скриптов, истекло.
Трёхъядерная агломерация Альметьевска, Бугульмы и Лениногорска в Татарстане — третья по численности населения в регионе, количество жителей которой составляет около Ошибка выражения: неожидаемый оператор < млн человек. Формируется, согласно «Стратегии социально-экономического развития Республики Татарстан до 2030 года», находящимися в пределах часовой транспортной доступности между собой населёнными пунктами 4 муниципальных районов республики: Альметьевского, Бугульминского, Лениногорского и, отчасти, Азнакаевского. Вместе с поясом влияния агломерация образует Альметьевскую экономическую зону.

### Балаковская
Агломерация в Саратовской области с численностью населения приблизительно Ошибка выражения: неожидаемый оператор < млн чел., в состав которой входят 8 муниципальных образований региона: Балаковский, Вольский, Духовницкий, Краснопартизанский, Пугачёвский и Хвалынский районы, а также город Шиханы и посёлок Михайловский со статусом городского округа. Создать Балаковскую агломерацию предложил в 2020 году тогдашний Председатель Государственной Думы Вячеслав Володин. 30 декабря того же года представителями муниципалитетов и правительства области было официально подписано соглашение о создании агломерации.

### Балашовская
Агломерация в Саратовской области с численностью населения порядка Ошибка выражения: неожидаемый оператор < млн чел., в состав которой входят 5 муниципальных районов региона: Аркадакский, Балашовский, Романовский, Самойловский и Турковский. О создании Балашовской агломерации впервые заявил в 2020 году тогдашний глава области Валерий Радаев. 30 декабря того же года представителями муниципалитетов и правительства региона было официально подписано соглашение о создании агломерации.

### Барабинско-Куйбышевская
Время, выделенное для выполнения скриптов, истекло.
Полицентрическая агломерация в Новосибирской области с численностью населения на уровне Ошибка выражения: неожидаемый оператор < млн чел., включающая 4 муниципальных района региона: Барабинский, Здвинский район, Куйбышевский и Северный; с городами Барабинск и Куйбышев в качестве ядер агломерации. Соглашение об организации Барабинско-Куйбышевской агломерации было подписано в конце мая 2018 года на V всероссийской конференции «Развитие городских агломераций России: инновации и инфраструктура» тогдашним врио главы региона Андреем Травниковым, а также главами вошедших в агломерацию районов.

### Горно-Алтайская
Время, выделенное для выполнения скриптов, истекло.
Моноцентрическая агломерация Горно-Алтайска с численностью населения более Ошибка выражения: неожидаемый оператор < млн чел., в состав которой входят, помимо собственно Горно-Алтайска, также населённые пункты близлежащих территорий Республики Алтай. Юридически не создана, однако, по мнению тогдашнего главы региона Олега Хорохордина, давно существует фактически. Общее количество жителей Горно-Алтайской агломерации может достигать уровня около 100 тысяч, в зависимости от числа включаемых в неё поселений.

### Кропоткинская
Агломерация города Кропоткина в Краснодарском крае с численностью населения на уровне Ошибка выражения: неожидаемый оператор < млн чел., включающая, согласно «Генеральному плану округа муниципального образования город Кропоткин Краснодарского края» 2008 года, помимо собственно Кропоткинского городского поселения, 53 находящихся от него в пределах получасовой транспортной доступности населённых пункта Кавказского и Гулькевичского муниципальных районов региона: 2 пгт, 3 станицы, 3 села, 24 посёлка и 21 хутор.

### Мурманская
Агломерация Мурманска с численностью населения примерно Ошибка выражения: неожидаемый оператор < млн чел., включающая, помимо собственно городского округа Мурманска, ЗАТО Североморск и Кольский район Мурманской области. В конце 2023 года Мурманская агломерация была включена Правительством РФ в «Перечень опорных населённых пунктов (муниципальных образований) Арктической зоны», которые планируется сделать базой для реализации экономических и инфраструктурных проектов.

### Нефтекамская
Агломерация Нефтекамска на северо-западе Башкортостана с численностью населения около Ошибка выражения: неожидаемый оператор < млн чел., включающая территории 3 муниципальных образований республики: городских округов Агидель и, собственно, Нефтекамск; а также Краснокамского муниципального района.

### Орско-Новотроицкая
Сложившаяся на востоке Оренбургской области на базе крупных металлургических предприятий двухъядерная конурбация с численностью населения свыше Ошибка выражения: неожидаемый оператор < млн чел., которая в перспективе может включать, помимо собственно городских округов Орска и Новотроицка, также ряд отдельных населённых пунктов 2 городских округов (Гайского и Медногорского) и 2 районов (Домбаровского и Новоорского) региона. Общее количество жителей Орско-Новотроицкой агломерации в перспективных границах, по данным местных властей, может достигать уровня от 450 до 530 тысяч.

### Старооскольско-Губкинская
Время, выделенное для выполнения скриптов, истекло.
Вторая по количеству жителей агломерация в Белгородской области площадью 3,2 тыс. км². Сформировалась вокруг городов Старый Оскол и Губкин, имеет численность населения приблизительно Ошибка выражения: неожидаемый оператор < млн человек. В укрупнённом виде может включать в себя также часть территории Чернянского района. Сформировалась путём тесного переплетения трудовых и производственных взаимоотношений двух территорий, связанных с освоением богатств Курской магнитной аномалии.

### Южно-Сахалинская
Агломерация Южно-Сахалинска, включающая 6 городских округов Сахалинской области, разделённых на 2 пояса: 1-й (собственно Южно-Сахалинский, Анивский и Корсаковский) и 2-й (добавляются Долинский, Невельский и Холмский) с численностью населения от порядка Ошибка выражения: неожидаемый оператор < млн чел. в 1-м поясе до примерно Ошибка выражения: неожидаемый оператор < млн чел. в обоих. Является единственной островной агломерацией в России.
В 2023 году в исследовании фонда «Институт экономики города» в качестве численности населения Южно-Сахалинской агломерации по результатам переписи 2020—2021 годов было указано общее количество проживавших на тот момент человек (на уровне 272,7 тысяч) только в 4 городских округах из 6 официально заявленных в «Стратегии социально-экономического развития Сахалинской области на период до 2035 года»: Невельский и Холмский были авторами исключены как недостаточно связанные с ядром агломерации; в аналогичном составе Южно-Сахалинская агломерация была рассмотрена и в статье исследователей Вологодского научного центра РАН 2024 года.

### Якутская
Время, выделенное для выполнения скриптов, истекло.
Моноцентрическая агломерация Якутска с численностью населения около Ошибка выражения: неожидаемый оператор < млн чел., включающая городские округа Якутск и Жатай; с перспективой вхождения в её состав муниципального образования Нижний Бестях Мегино-Кангаласского улуса. Официально называется «Якутской столичной агломерацией» и является важнейшей для республики зоной опережающего развития.

## Рейтинг агломераций по экономическим показателям
Валовый городской продукт (ВГП) — индикатор, оценивающий рыночную стоимость всех товаров и услуг, произведённых городской экономикой за один год. ВГП агломерации включает оценку всех произведённых товаров и услуг во всех городах агломерации. В 2017 году фонд «Институт экономики города» провёл исследование крупнейших городских агломераций России, в ходе которого оценил индикаторы по данным Росстата, внебюджетных государственных фондов, Федеральной налоговой службы и Казначейства России.
Согласно исследованию Фонда, в 2015 году 20 крупнейших агломераций РФ произвели порядка 40 % ВВП страны (33 трлн рублей), в них проживало около 49 млн человек или 34 % населения.
| Место | Агломерация            | ВГП, млн междунар.$ (2015 год) | ВГП на душу населения, тыс.междунар.$ (2015 год) | ВГП, трлн руб. (2015 год) | ВГП на душу населения, тыс. руб. (2015 год) | Стоимость жилой недвижимости, $ за м² (2017 год) | Плотность рабочих мест, чел. на км² (2017 год) | Бюджет на душу населения, $ на чел. (2017 год) |
| ----- | ---------------------- | ------------------------------ | ------------------------------------------------ | ------------------------- | ------------------------------------------- | ------------------------------------------------ | ---------------------------------------------- | ---------------------------------------------- |
| 1     | Московская             | 747,0                          | 44,1                                             | 16,4                      | 969,2                                       | 1842                                             | 220                                            | 303                                            |
| 2     | Санкт-Петербургская    | 191,2                          | 34,3                                             | 4,2                       | 755,6                                       | 1052                                             | 35                                             | 65                                             |
| 3     | Новосибирская          | 50,8                           | 21,6                                             | 0,8                       | 460,9                                       | 723                                              | 51                                             | 305                                            |
| 4     | Екатеринбургская       | 50,7                           | 25,4                                             | 1,1                       | 559,0                                       | 615                                              | 27                                             | 381                                            |
| 5     | Нижегородская          | 37,6                           | 21,6                                             | 1,1                       | 475,3                                       |                                                  |                                                |                                                |
| 6     | Казанская              | 36,3                           | 20,9                                             | 0,6                       | 457,7                                       | 692                                              | 22                                             | 98                                             |
| 7     | Краснодарская          | 30,7                           | 25,1                                             | 0,5                       | 551,9                                       |                                                  |                                                |                                                |
| 8     | Самарско-Тольяттинская | 28,4                           | 20,8                                             | 1,1                       | 438,8                                       | 585                                              | 81                                             | 213                                            |
| 9     | Омская                 | 27,2                           | 19,6                                             | 0,5                       | 409,6                                       |                                                  |                                                |                                                |
| 10    | Ростовская             | 26,0                           | 22,9                                             | 0,8                       | 475,8                                       | 769                                              | 56                                             | 323                                            |
| 11    | Пермская               | 25,9                           | 24,3                                             | 0,5                       | 507,3                                       | 531                                              | 286                                            | 289                                            |
| 12    | Красноярская           |                                |                                                  | 0,7                       | 552,0                                       |                                                  |                                                |                                                |
| 13    | Уфимская               | 24,9                           | 23,1                                             | 0,6                       | 504,8                                       |                                                  |                                                |                                                |
| 14    | Иркутская              | 24,7                           | 25,1                                             | 0,6                       | 535,0                                       |                                                  |                                                |                                                |
| 15    | Владивостокская        | 22,8                           | 24,4                                             | 0,5                       | 537,5                                       | 1 123                                            | 58                                             | 291                                            |
| 16    | Саратовская            | 21,9                           | 18,2                                             | 0,4                       | 386,6                                       |                                                  |                                                |                                                |
| 17    | Новокузнецкая          | 21,7                           | 18,6                                             | 0,5                       | 399,4                                       |                                                  |                                                |                                                |
| 18    | Челябинская            | 21,1                           | 19,6                                             | 0,6                       | 430,3                                       |                                                  |                                                |                                                |
| 19    | Волгоградская          | 18,6                           | 17,6                                             | 0,5                       | 351,4                                       |                                                  |                                                |                                                |
| 20    | Воронежская            | 18,6                           | 19,9                                             | 0,5                       | 431,9                                       |                                                  |                                                |                                                |